# Ruben Pavlovič Katanjan
Ruben Pavlovič Katanjan (in russo Рубен Павлович Катанян?; Tbilisi, 1881 – Mosca, 1966) è stato un funzionario sovietico.
Dirigente del PCUS, ricoprì la carica di sostituto procuratore generale dell'URSS tra il 1934 e il 1937.

## Biografia
Nato in una famiglia di insegnanti, nel 1906 si è laureato alla facoltà di giurisprudenza della Università statale di Mosca. Dal 1912 fu posto sotto sorveglianza segreta da parte della polizia per la sua partecipazione attiva al movimento studentesco rivoluzionario. Prima della Rivoluzione d'Ottobre svolgeva l'attività di avvocato.
Dopo gli eventi del mese di ottobre divenne redattore di "Красный воин" (Guerrieri rossi) una rivista dell'11ª armata (Astrachan').
Poi, vice capo del dipartimento politico dell'Armata Rossa, e capo dell'apparato centrale del Dipartimento agitazione e propaganda del Partito operaio socialdemocratico russo (bolscevico). In seguito partecipa all'organizzazione della Commissione Straordinaria di Mosca. Dal gennaio all'aprile del 1921 è capo dei servizi segreti esteri dell'URSS, succedendo a Jakov Davydov.
Poi, a sua richiesta viene trasferito al lavoro di procuratore: prima procuratore della RSFSR, poi alla Suprema Corte dell'URSS e quindi alla procura dell'Unione Sovietica. Ha supervisionato l'attività degli organi di sicurezza dello Stato. È stato insignito dell'Ordine di Lenin e dell'insegna di "Почётный чекист" (Addetto alla sicurezza). Fu professore all'Università di Mosca.
Diresse assieme a Jagoda la sistemazione dei detenuti provenienti dalle Solovki nell'edificio dell'isolatore di Vechne-Ural'sk, inaugurato nella primavera del 1925.
Nel 1938 fu arrestato nel corso dei processi farsa voluti da Stalin. Dal 1938 al 1948 e nel periodo 1950-1955 fu in prigione, e dal 1948 al 1950 - al confino. Venne riabilitato nel 1955.